# Indigofera hewittii
Indigofera hewittii är en ärtväxtart som beskrevs av Baker f. Indigofera hewittii ingår i släktet indigosläktet, och familjen ärtväxter. Inga underarter finns listade i Catalogue of Life.